# Rhaphiptera tavakiliani
Rhaphiptera tavakiliani là một loài bọ cánh cứng trong họ Cerambycidae.